# Міжнародне Товариство Свідомості Крішни
Міжнародне Товариство Свідомості Крішни (англ. International Society for Krishna Consciousness, ISKCON), буквально — Міжнародне товариство для усвідомлення Крішни) — релігійна організація, заснована 1966 року в Нью-Йорку Бгактіведанта Свамі Прабхупадою.
Хоча дехто вважає Товариство новим релігійним рухом, насправді Прабхупада не створював нового віровчення, не заперечував авторитету попередників і не вдавався до антагонізму з існуючою традицією — цей монах не проголошував себе пророком, месією або інкарнацією Бога на Землі, а лише називав себе слугою Бога, а своїм послідовникам намагався прищепити пошану до попередніх вчителів та визнаних святих, бережливе ставлення до духовної та культурної спадщини минулого. Відповідно до вішнуїтських і взагалі до індуїстських традицій, після посвячення в сан Свамі (саннйасі), людина стає визнаним духовним лідером і отримує не лише право, а й обов'язок очолити духовний рух. Бхактіведанта Свамі не порушував традиції. Більше того, наказ поширити вішнуїзм на Заході він отримав безпосередньо від свого Ґуру. Таким чином, наступництво було збережено.
Ядро його філософії базується на прадавніх текстах, таких як Бгаґавад-Ґіта й Шрімад-Бгаґаватам. Відмінні риси й культура руху прийшли із традиції ґаудія вайшнавізму (бенгальського вішнуїзму), яка мала прихильників в Індії ще з кінця XV століття.
МТСК було організовано для поширення практики бхакті-йоги (йога відданості); мається на увазі, щоб бути відданим Крішні.

## Загальний опис
Популярну назву «Харе Крішна» послідовники цього руху одержали завдяки мантрі, яку вони співають голосно або повторюють тихо на вервиці (називаної — джапа мала). Ця мантра, також відома як Маха-Мантра (велика пісня), що походить з Калі-Сантарана Упанішад, а також з інших величних писань. Складається з імен Бога Харі, Крішни й Рами. Віддані вірять, що звукові вібрації, викликувані повторенням цих імен Бога, поступово пробуджують у людині чисту свідомість Бога, або «Свідомість Крішни».
Слова цієї мантри вишикувані так:
|  | Харе Крішна Харе Крішна Крішна Крішна Харе Харе Харе Рама Харе Рама Рама Рама Харе Харе |

Маха-Мантра Харе Крішна на санскриті

Члени «Харе Крішна» (головним чином ченці) відомі зі здійснюваних на вулицях міст у всьому світі вуличних співів і танців з барабанами (мридангами), і тарілочками (караталами), вбрані переважно в барвисте сарі (жінки) і шафранове, або біле дготі і курти (чоловіки).
На Заході Маха-Мантра однозначно асоціюється з Міжнародним Товариством Свідомості Крішни, проте в Індії її оспівують незалежно від приналежності до якої-небудь організації.
«Харе Крішна» практикує бгакті йогу, яка є формою індуїзму (вішнуїзму). Об'єктом поклоніння є Крішна, ім'я якого його прихильники перекладають як «всеприваблюючий», разом зі своєю подругою Радгою. Вішнуїти, вірять, що Крішна тотожний з Вішну і є верховною формою Бога, натомість Радга є його жіночою подобою й уособленням любові.
На противагу більшості індуїських груп, члени Руху ведуть місіонерську діяльність.

## Історія
Вчення бгакті-йоги бере свій початок ще перед ведійським періодом, а було популяризоване через Чайтан'ю Махапрабгу в Західному Бенгалі в половині XIV ст. Члени МТСК належать до вішнуїцької школи — гаудія, званої бенгальським вішнуїзмом. Гаудія вішнуїзм зокрема сильний в історично пов'язаних з ним областях: у Західному Бенгалі та Орісі.
На Заході був популяризований завдяки Бгактіведанта Свамі Прабгупаді, який переїхав з Індії в Нью-Йорк у 1965 році. Він переклав і видав англійською мовою Бгаґавад-Ґіту і інші тексти, які були пізніше перекладені на понад шістдесят мов. Протягом 1970-х років Прабгупада подорожував світом, поширюючи МТСК на нові країни. Майже одразу після його смерті в 1977 році всередині МТСК почалися конфлікти, які призвели до розколів.

### В Радянському Союзі
З 20 до 25 червня 1971 року Бгактіведанта Свамі Прабгупада відвідав з офіційним візитом Москву. Він не зміг провести публічну лекцію, але встиг викласти засади своєї філософії в особистій розмові Анатолію Піняєву, якого випадково зустрів. Протягом наступних років завдяки Піняєву, який активно поширював вчення Свамі, з'явилися підпільні вайшнавські групи в Москві, Ленінграді, Сибіру, Україні, Вірменії, Грузії та Балтійських республіках. Влада боролася з поширенням нової релігії репресіями, протягом першої половини 1980-х років не менше п'ятдесяти послідовників Прабгупади опинилися в тюрмах або стали жертвами каральної психіатрії. У першій згадці про Товариство свідомості Крішни у радянських ЗМІ, в журналі «Комуніст» стверджувалося, що «трьома найбільшими загрозами Радянському Союзу є західна культура, поп-музика та Харе Крішна». Ситуація змінилася в період Перебудови, і 1988 року в Москві був офіційно зареєстрований перший осередок Товариства свідомості Крішни в Радянському союзі.

## Основні засади
Члени Товариства, які здобули посвяту (ченці або черниці) зобов'язані дотримуватись наступних засад:
- лакто-вегетаріанство
- невживання одурманюючих засобів: наркотиків, спиртного, тютюну, і навіть кави та чаю
- утримання від азартних ігор та позашлюбного сексу
- щоденного оспівування 1728 разів Маха-Мантри (16 кіл на вервиці з 108 намистин, виконаних з деревини туласі)

Прихильники називають себе бгакта (відданий). Посвята не є обов'язком. Її отримують від обраного самостійно гуру. Тоді віруючому надається духовне ім'я (часто одне з імен Крішни і його аватар). Члени Руху не підлягають контролю, щодо дотримування вищевказаних засад, залишається на їх совісті. Є очікувана (але не вимагається) всіляка допомога для храмів у міру сил і можливостей. Ченці часто організують публічну презентацію релігійних пісень (так званий харінам) і музики, а також роздають буклети і продають релігійну літературу, з метою «поширення свідомості Бога».
Можливе прийняття саннйаси (також від свого гуру). Приймають її переважно старші (молоді рідше) люди, які зобов'язуються до цілковитого целібату, уникання всього, що може відвертати увагу від релігії, а також присвячуються головним чином паломництвам, місійним подорожам та поширенню доктрини гаудія вішнуїзму.
Ченці і санн'ясі відмовляються від обов'язкової військової служби, оскільки вона суперечить абсолютній забороні позбавляння життя.

### Форми культу
Уособлення Крішни/Радги та їх аватар у формі фігур (мурті) оточені щоденною шаною, поклоніннями (їх вважають «трансцендентальними», тобто такими, що містять «божу енергію»), проте головні богослужіння проводять щотижня в неділю і полягають вони головним чином у спільному співі мантр — кіртані, перш за все Маха-Мантри, а також релігійних пісень на санскриті (званих бгаджан), під акомпанемент традиційних індійських музичних інструментів (напр. фісгармонія, мриданга, каратали).
Після кіртану проводиться лекція, переважно у формі «питань і відповідей». Зазвичай спочатку читаються фрагменти Бгаґавад-Ґіти з коментарями Бгактіведанти Свамі Прабгупади, а далі на цю тему ведеться вільна теологічна дискусія.
Відданий, що проводить службу, пропонує мурті на вівтарі квіти, фрукти, куріння (пахощі), вогонь тоді як ті, хто зібрався в храмі співають пісні до Господа Чайтан'ї Махапрабгу і його учнів (напр. Панча Таттва мантра), а також до Бгактіведанти Свамі Прабгупади (Прабгупад, Прабгупад, Прабгупад, Джая, Джая, Прабгупад). Іноді богослужіння закінчується радісним танцем зібраних, при цьому жінки і чоловіки танцюють окремо.
Після богослужіння наступає учта (частування), під час якої споживають прасад, себто вегетаріанську їжу, запропоновану перед тим Крішні; вона визнається за таку, що «очищує» душу всіх людей, а також тварин від наслідків кармічних реакцій (діянь).

#### Найважливіші свята
Рух Харе Крішна відзначає найважливіші свята вішнуїзму. Урочисто святкується День явлення Крішни (Джанмаштамі) (кінець серпня або початок вересня), а також Холі коли народився Господь Чайтан'я Махапрабгу.

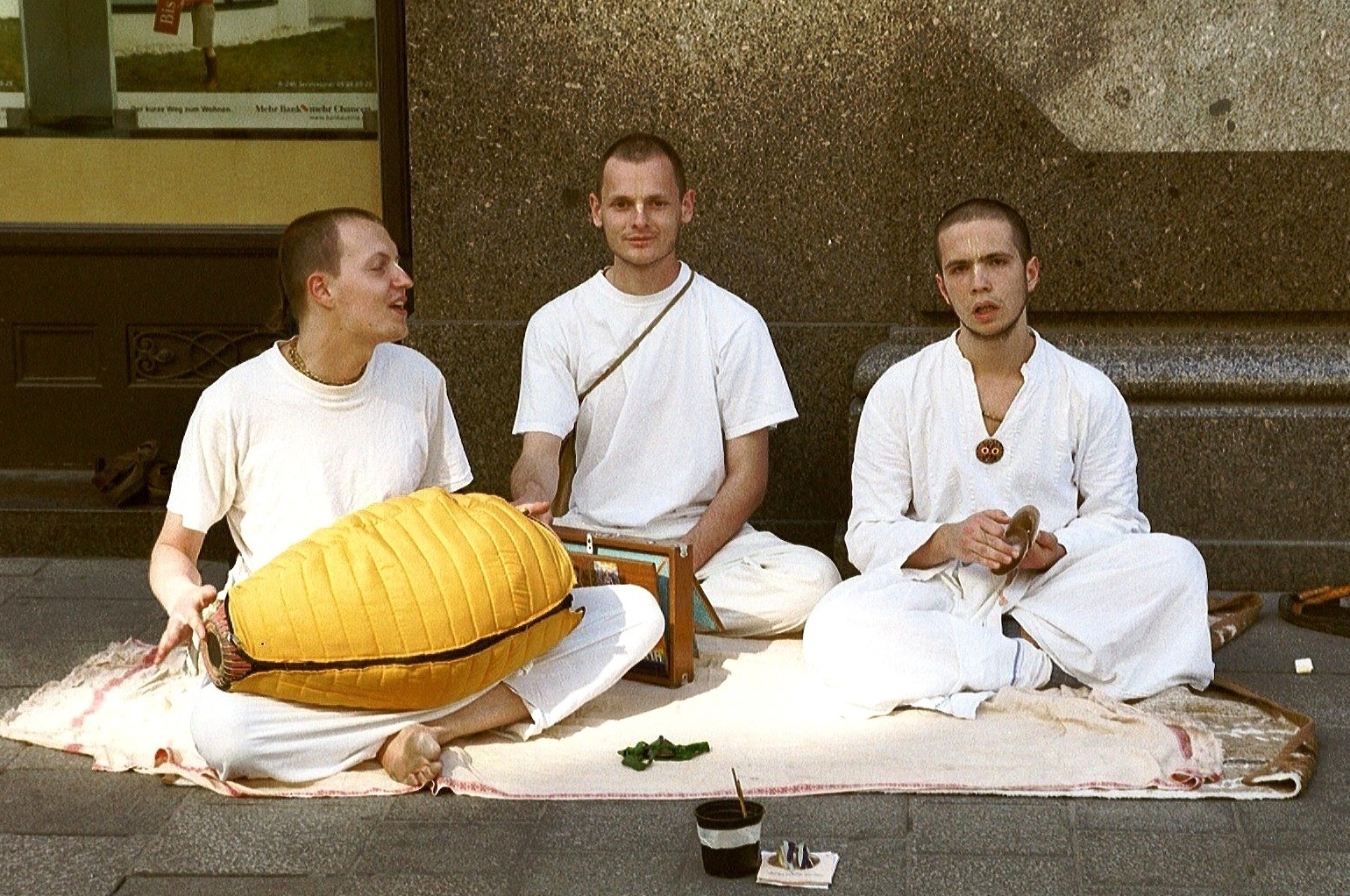
Ґаудія ваїшнави (крішнаїти) під час вуличного оспівування

### Теологія
Міжнародне Товариство Свідомості Крішни сповідує традиційну теологію гаудія вішнуїзму, засновану Чайтан'єю Махапрабгу (1486—1534) (що визнається за аватар Крішни) і розроблену, а також поширену через його учнів, так званих Шести Ґосвамі, а особливо Джівою Ґосвамі в XVI ст. Доктрину скодифікував Бгактівінода Тхакур (1840—1911).
Рух Харе Крішна визнає себе за продовжувача багатовікового спадку духовних вчителів гуру і «чистих відданих» Верховної Особи Бога. Через прихильників інших уламків індуїзму «Харе Крішна» визнається за одну з багатьох сампрадай.
Теологія гаудія вішнуїзму характеризується сильним акцентуванням на єдинобожжя, монотеїзм, а також на бгакті, або особистому й емоційному спілкуванні з Богом. Крім того відкидається традиційна система каст (приналежність через народження), й доктринальна мізогінія, що характеризує багато уламків індуїзму.
Рух навчає згідно з основними засадами індуїзму:
- Душа (джіва, атман), на відміну від матеріального тіла вічна. Оживляє незліченну кількість істот (у тому числі й тварин) на землі і у всесвіті.
- Закон карми і цикл самсари стосується всіх живих істот і витікає з їх діяльності. Наслідком поганих або добрих вчинків є наступні втілення душі.
- Реінкарнація, або цикл наступних народжень і смерті витікає з Закону карми. Душа через духовну еволюцію прагне до звільнення з цього циклу і досягнення визволення (мокша).
- Визволення становить мету релігійних практик і верховну мету людського життя.
- Йога це окреслення діяльності, що наближає до визволення душу; найкраще практикувати її під керівництвом духовного вчителя (гуру).
- Веди, а також інші доповнюючі Священні Писання, вічні й натхненні Богом отже складають Абсолютну Правду.

Крім того до найважливіших засад теології належать:
- Крішна — Верховна Особа Бога (Бгаґаван); як Верховна Істота Він вічний (ненароджений і безсмертний), незмінний, всемогутній, всезнаючий і всеприваблюючий, є джерелом усього, що існує. Визначається як: Абсолютна Правда, Верховний Брахман і Верховна Душа (параматма). Всі живі істоти природно підлеглі Крішні. Він є неосяжним для людського розуму; Його діяння називають ліла, або божа розвага.
- Крішна являвся на Землі в образі аватар (традиційні аватари Вішну); особливою (не визнаною іншими відгалуженнями вішнуїзму) є аватара Чайтан'ї Махапрабгу, який в XV ст. популяризував культ Крішни, як один з П'яти Аспектів Бога (Панча-таттва). Головною метою аватар Крішни було повернення поваги релігійним засадам і вказання людям відповідної мети в житті (визволення, або об'єднання з Богом, замість оманливої приємності матеріального світу). Крішна, як Верховний Бог Особа, з'явився у постаті темношкірого, гарного юнака на Землі близько 5000 років до.н. е. (згідно з описами у Махабхараті). Появився він тоді в Трьох Особах (експансіях): як Крішна, Баларама і Субхадра.
- Крішна є верховною метою любові і одночасно її вічним джерелом. Відповідає взаємністю на скероване до нього почуття і звільняє душі, які його щиро і безкорисливо кохають (метою душі не має бути визволення, лише безмежна і безумовна любов до Бога). Взаємини між Крішною і Радгою символізують вічну взаємну любов між Богом і душею.
- Крішна є «джерелом вічної насолоди», оскільки навіть найменший контакт з Богом приносить душі блаженство. Звідси й заклик до оспівування святих імен Бога, а особливо Маха-Мантри, які повинні піднімати душу понад матеріальну залежність і наближати до Бога. На відміну від контроверсійної і мінливої насолоди матеріального світу, любов до Бога є джерелом тривалої, безкінечної насолоди, що багата в наслідки.
- Душа одночасно тотожна з Богом і відмінна від бога; віра в таємницю «єдності і різноманітності» (ачінт'я бгеда абгеда, поєднування монізму з дуалізмом) проголошує, що якісно душа ідентична з Богом, оскільки є його часткою, проте кількісно відрізняється (є лиш дрібною часткою божої сили). Душа, всупереч наступним втіленням, зберігає свою тотожність. Матеріальне тіло відмінне від душі і має бути заангажоване в діяльність задля її звільнення (в службу Богові). Звільнена душа назавжди осягає духовний світ в безпосередній близькості Крішни.
- Матеріальний світ не є ілюзією, але реальністю як одна з експансій Верховної Особи Бога. Проте є невідповідним місцем для вічних душ, які страждають помилково ототожнюючись з наступними тілами і піддаючись ілюзії — майї.

- Кожна релігія в дійсності віддає шану Крішні, кожний культ і будь-яка жертва призначені для Нього (хоч Крішна не приймає жертв, зв'язаних з відбиранням життя). З огляду на це признаються різні імена Бога такі як: Аллах, Єгова чи Ісус Христос. Схожим чином жертви, складені різним Богам індуїзму, приймає Крішна (не схвалюється практика політеїзму).
- Визнається існування різних духовних істот, до яких належать в тому числі деви (боги звані — «півбогами») і асури; всі вони є смертними істотами, хоча й довговічними (навіть такі важливі боги як Брахма), підлягаючі кармі і самсарі вони також підпорядковані Крішні.
- Бгактіведанта Свамі Прабгупада є автентичним представником лінії «чистих відданих» Крішни і вчителем навчання Чайтан'ї Махапрабгу.
- Бгакті-йоґа це робота над звільненням душі, яка полягає на розвиненні безмежної і безумовної любові до Бога.

## Мета діяльності
Бгактіведанта Свамі визначив у 1966 році мету Міжнародного Товариства Свідомості Крішни, що складалась із семи пунктів:
1. Систематичне розповсюдження духовного знання в суспільстві, а також навчання людей духовності з метою запровадження рівноваги в системі вартостей у житті індивідуума і суспільства, а також з метою досягнення справжньої єдності та миру в світі.
2. Пропагування свідомості Крішни (Бога) в такій формі, яка була проголошена у Великих Священних Писаннях Індії — Бгаґавад-Ґіті і Шрімад Бгаґаватам.
3. Наближення членів Товариша до Крішни, особового Бога, і поширення таким чином в межах суспільства ідеї гуманності й думки що всяка душа є часткою бога (Крішни).
4. Навчання і поширення санкіртана (спільного оспівування святих імен бога) так, як заповів Господь Чайтан'я Махапрабгу.
5. Підняття в членах Товариства, а також суспільства, поваги до святих місць трансцендентальних розваг Господа Крішни.
6. Згуртовування членів Товариства з метою навчити їх простішого і натурального способу життя.
7. Публікація і розповсюдження періодичних видань: часописів, книжок й інших матеріалів з метою досягнення вищезгаданих цілей.

## Діяльність у світі
Див. Керівна рада
У США Рух володіє сотнями центрів, храмів, шкіл, ресторанів тощо. Зараз домінує тенденція до перетворення храмів на центри місцевої спільноти вірних (що живуть у суспільстві поза храмами), на зразок християнських парафій. Рух одержує значну матеріальну підтримку зі сторони багатих прихильників, в тому числі сім'ї Форд.
В Європі ситуація більш диференційована. Краєм, в якому Рух має найбільш прихильників і володіє аж 20 центрами є Велика Британія. Головним осередком Руху в Британії є земне володіння і палац Бгактіведанта-Менор (подарований одним з «Бітлів» Джорджом Гаррісоном), який відвідує щороку понад 500 000 гостей.
У Бельгії головним центром є Château de Septon Durbuy (Радгадеш), в якому міститься також Університет Ваїшнава.
Франція є єдиною країною у світі, яка сформулювала так багато різної критики щодо Товариства Свідомості Крішни. Реально культова практика в осередках Руху не відрізняється, а навіть значно менше сувора, від практики розповсюдженої наприклад у католицьких монастирях (напр. оспівування мантр займає близько 2 годин щодня, отже кілька разів менше ніж молитви в монастирях). Також докір щодо «порушення суспільного порядку» не був підтверджений в жодній іншій країні світі. У Франції головні центри знаходяться в Індре (Château d'Oublaisse, або т. зв. Новий Маяпур) і Noisy-le-Grand.
Більшість прихильників (близько 90 %) проживає у власних домівках. Харе Крішна багаторазово було атаковане антикультовими організаціями. Однією з причин подавалася пропагування індуїзму. Харе Крішна відомі в Європі і Америці з організації Фестивалів Колісниць — Радга-Ятра.
Багато прихильників відомі як поети та письменники, наприклад Сатсварупа даса Ґосвамі написав 150 книг в Свідомості Крішни.